# 銀華水
銀華 水（ぎんか すい、2月19日 - ）は、元宝塚歌劇団花組の男役。
大阪府高槻市、関西大倉高等学校出身。身長168cm。宝塚歌劇団時代の愛称は、「すい」、「Mr.Water」、「パリ男（お）」。

## 略歴
- 2004年、宝塚音楽学校に入学。
- 2006年、 第92期生として宝塚歌劇団に入団。入団時の成績は48人中30番[1]。宙組公演『NEVER SAY GOODBYE -ある愛の軌跡-』で初舞台。同年5月10日[1]、花組に配属。
  - 同期には、蘭乃はな（元花組トップ娘役）、真風涼帆（現宙組トップスター）、彩凪翔、鳳月杏らがいる。
- 2012年、『サン＝テグジュペリ －「星の王子さま」になった操縦士（パイロット）－』／『CONGA（コンガ）!!』の東京公演千秋楽（2012年10月14日）[1]をもって、宝塚歌劇団を退団。

## 宝塚歌劇団時代の主な舞台出演
- 2006年6月、『ファントム』団員男、新人公演：客の男（本役：嶺乃一真）
- 2007年2月、『明智小五郎の事件簿 -黒蜥蜴-』新人公演：ボーイ（本役：星紀はんな）／『TUXEED JAZZ』
- 2008年2月、『蒼いくちづけ』（バウ）トム
- 2009年1月、『太王四神記 -チュシンの星のもとに-』新人公演：カンノ部族長（本役：夕霧らい）
- 2009年9月、『外伝ベルサイユのばら －アンドレ編－』新人公演：衛兵隊／『EXCITER!!』
- 2010年1月、『BUND／NEON 上海 －深緋（こきあけ）の嘆きの河（コキュートス）－』（バウ）レイモン・バトラー
- 2010年3月、『虞美人 -新たなる伝説-』新人公演：章邯（本役：浦輝ひろと）
- 2010年7月、『麗しのサブリナ』新人公演：フォンネル伯爵（本役：眉月凰）／『EXCITER!!』
- 2011年2月、『愛のプレリュード』新人公演：ドイル・ローレン（本役：悠真倫）／『Le Paradis!! -聖なる時間（とき）-』
- 2011年6月、『ファントム』警官、新人公演：モンシャルマン（文化大臣）（本役：紫峰七海）
- 2011年10月、『カナリア』（梅田芸術劇場）
- 2012年1月、『復活 －恋が終わり、愛が残った－』／『カノン』新人公演：コロソフ叔父（本役：浦輝ひろと）
- 2012年5月、『近松・恋の道行』播磨屋与三郎　（宝塚バウホール・日本青年館）
- 2012年7月、『サン＝テグジュペリ－「星の王子さま」になった操縦士（パイロット）－』新聞記者、新人公演：コルノー（本役：紫峰七海）／『CONGA（コンガ）!!』 ＊退団公演